# Éric Deflandre
Pour les articles homonymes, voir Deflandre.
Éric Deflandre, né le 2 août 1973 à Rocourt (Liège) en Belgique, est un ancien footballeur international belge qui jouait au poste de défenseur droit.

## Biographie

### Carrière de joueur
Il commence sa carrière à Wandre en 1984, au bout d'un an, il rejoint le RFC de Liège où il signera son premier contrat pro en 1991. Après quatre saisons pro et 94 matchs, il rejoint le KFC Germinal Ekeren en 1995, il n'y jouera qu'une saison et partira pour le FC Bruges avec lequel il gagne son premier trophée en 1998 : il devient facilement Champion de Belgique avec Eric Gerets. Néanmoins, la même année le club connaît une grosse désillusion, ratant le doublé en finale avec une défaite 4-0 contre Genk.
En 2000, c'est le départ pour l'étranger, il arrive au club de Lyon. Lors de la première saison, le club termine deuxième et gagne la Coupe de la Ligue. 
L'année suivante, c'est le début de la gloire pour le club lyonnais qui gagne son premier titre de champion de France, il le conservera sept saisons de suite.
Au niveau européen, ils connaissent de bons résultats en Ligue des Champions mais ne peuvent dépasser les quarts de finale en 2004.
Il retourne ensuite en Belgique au Standard de Liège, qui n'arrive pas à être champion de Belgique, échouant à la seconde place en 2006. La saison d'après, il est transféré au Mercato d'hiver au FCM Brussels M. Il n'y jouera que 12 matchs avant de changer à nouveau de club et de s'installer au FCV Dender EH, nouvel échec, il est prié de se trouver un nouveau club. C'est donc le Lierse SK, à l'époque en D2, qu'il choisira avec comme objectif le retour en D1, ce sera chose faite en 2010. En septembre 2010, il signe au RFC Liège en Division 3, son premier club pro. 

### Carrière d'entraîneur

#### Standard de Liège

##### Entraineur à L'académie
En mai 2012, il prend sa retraite sportive et signe dans son ancien club le Standard De Liège comme entraineur au centre de formation. 

##### Adjoint de l'équipe première
Le 13 juillet 2015, Éric Deflandre est promu T3 de l'équipe première et assistera l'entraîneur serbe Slavoljub Muslin.
Le 28 août 2015, à la suite du limogeage du T1 et T2 du Standard de Liège, il devient entraîneur principal par intérim le temps d'un match (défaite 7-1 au FC Bruges) avant de retrouver son poste de T3.
Le 4 octobre 2021, le T1 Mbaye Leye est limogé avec ses adjoints dont Éric Deflandre, pourtant T3 du club depuis 2015.

### En sélection
International belge, il a sauvé à plusieurs reprises des ballons sur la ligne (notamment contre les Pays-Bas en coupe du monde 1998 et contre la Croatie en 2001). Il a aussi enfilé les gants de gardien lors de l'Euro 2000, contre la Turquie alors que le gardien Filip De Wilde avait été exclu pour une faute hors du rectangle et que tous les remplacements avaient été effectués. Il n'a joué que trois matchs de Coupe du monde.
Il a obtenu sa première sélection le 14 décembre 1996, contre les Pays-Bas, la Belgique s'inclina 3-0.

## Palmarès

### En club
- Champion de Belgique en 1998 avec le FC Bruges
- Champion de France en 2002, 2003 et en 2004 avec l'Olympique lyonnais
- Vainqueur de la Coupe de la Ligue en 2001 avec l'Olympique lyonnais
- Vainqueur du Trophée des Champions en 2003 avec l'Olympique lyonnais
- Vice-champion de France en 2001 avec l'Olympique lyonnais
- Vice-champion de Belgique en 2006 avec le Standard de Liège
- Finaliste de la Coupe de Belgique en 2007 avec le Standard de Liège

### EnÉquipe de Belgique
- 57 sélections entre 1996 et 2005
- Participation à la Coupe du Monde en 1998 (Premier Tour) et en 2002 (1/8 de finaliste)
- Participation au Championnat d'Europe des Nations en 2000 (Premier Tour)